# 墨西哥高䲁
墨西哥高䲁（學名：Hypsoblennius invemar），為輻鰭魚綱鳚形目䲁科高䲁屬的一種，分布於西大西洋美國路易西安那州]]、墨西哥灣至巴西海域，深度1至5公尺，本魚體延長形，稍側扁，頭鈍短，頭頂無冠膜，眼上方有4個分枝的捲觸鬚，每個鼻孔處各有一個分枝的捲觸鬚，頸背上無觸鬚，牙齒尖端鈍而扁平，單排，不能移動，兩側頜骨上均無後犬齒，頭部和身體的前半部呈現亮藍色，佈滿磚紅色的小斑點，每個斑點邊緣都有黑色。在頭頂上，斑點常常會合併形成網狀圖案。頭部的眼睛後面有一個黑點，背鰭硬棘12枚、背鰭軟條12枚、臀鰭硬棘2枚，臀鰭軟條14枚，體長可達5.8公分，棲息在沿岸水質清澈有藤壺附著的岩石、基樁、碼頭、石油平台，成魚通常躲在空的藤壺殼中，雌魚產附著性卵，雄魚有護卵行為，生活習性不明。